# Gabriele d'Annunzio
Gabriele d'Annunzio (12. března 1863 – 1. března 1938) byl italský básník, spisovatel a válečný hrdina. Sehrál velmi kontroverzní roli v počáteční fázi italského fašismu coby jeden z jeho myšlenkových původců a přítel Mussoliniho.

## Život a dílo

### Dětství

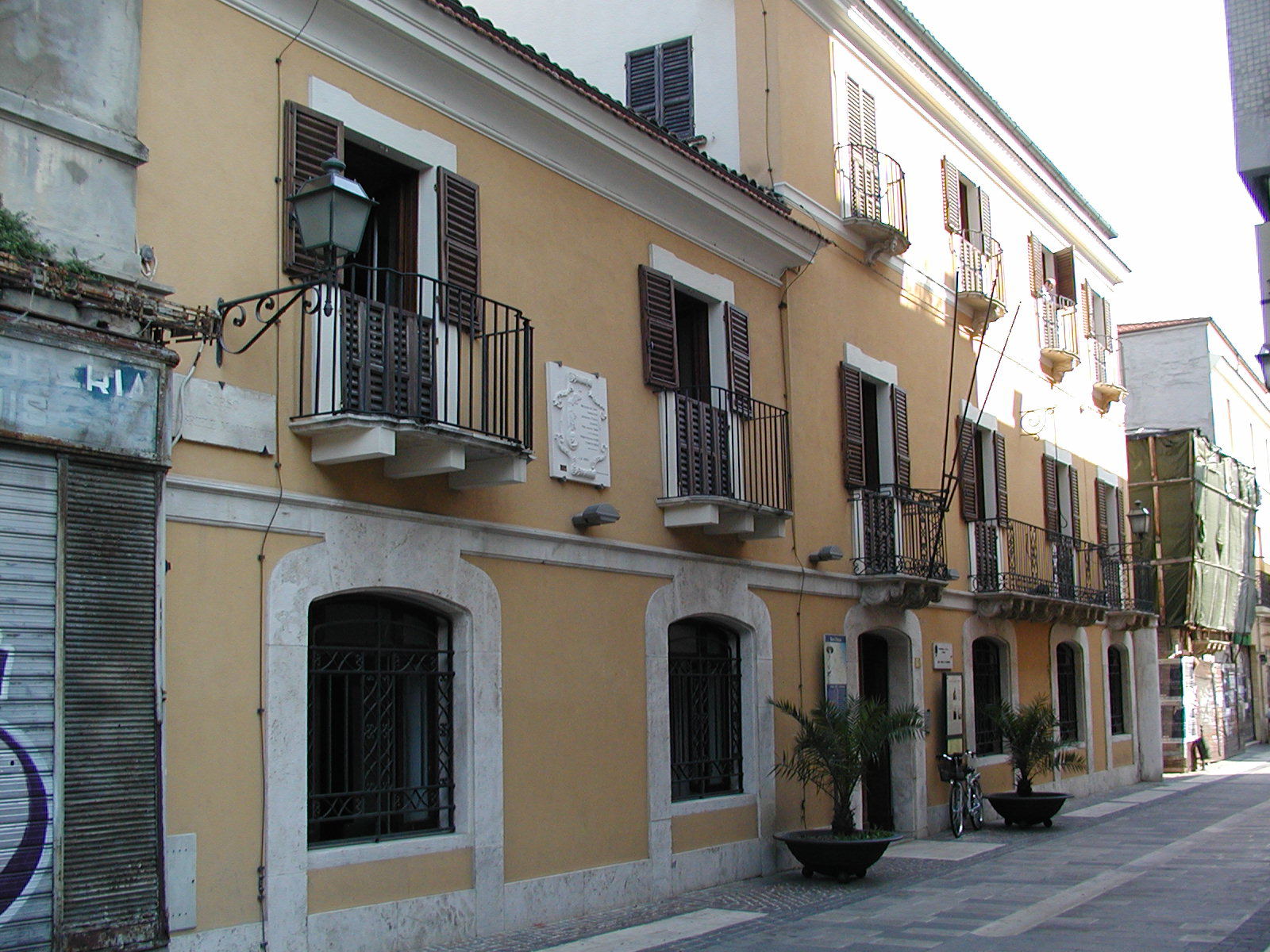
Rodný dům v Pescaře

Gabriele d'Annunzio byl dalmátského původu. Narodil se v Pescaře jako syn bohatého statkáře a tehdejšího starosty jménem Francesco Rapagnetta. Ve věku 13 let byl adoptován strýcem Antoniem D'Annunzio a převzal jeho příjmení. Sám se ale po celý další život podepisoval „d'Annunzio“, což napovídalo neexistujícímu šlechtickému titulu.
Gabrielův talent byl rychle rozpoznán, byl proto poslán do školy v Pratu. Na této škole vydal (v šestnácti letech) první básnickou sbírku nazvanou Primo Vere (1879 – titul je do češtiny nepřeložitelný, je to jednak převedení italského slova primavera – jaro do mužského rodu, jednak slovní spojení ve významu "první pravdivý"). Básně této sbírky byly inspirovány Carduccim, zejména jeho Ódami barbarskými, řada básní byly násilné imitace Guerriniho.

### Dospělost
V roce 1881 vstoupil na římskou univerzitu La sapienza, kde se stal členem různých literárních sdružení včetně organizace Cronaca Bizantina a kde psal články a recenze do místního tisku.
Publikoval básnické sbírky Canto novo (1882, česky nevyšlo – z této sbírky čiší mládí, předpoklad síly, vyskytují se popisy moře a krajiny v rodném kraji Abruzzo) a L'intermezzo di rime (1883 – tato sbírka představuje druhý okruh Annunziových témat, totiž erotickou poezii) a povídkové sbírky Terra vergine (1882, česky vyšlo pod názvem Panenská země v roce 1911 v překladu V. Jiřiny), Il libro delle vergini (1884) a časopisecky větší část povídek, které byly později publikovány knižně ve sbírce San Pantaleone (1886, česky Svatý Pantaleon a jiné novely, vydáno v roce 1907 v překladu Fr. L. Tichého). Mezitím časopis Angela Sommarugy přestal existovat kvůli skandálu a skupinka mladých literátů kolem něj, do níž Annunzio patřil, se rozptýlila.
D'Annunzio se stal žurnalistou, psal pro časopis Tribuna, kde pod pseudonymem Duca Minimo (doslova Vévoda Nejmenší) uveřejnil mnohá ze svých nejlepších děl. Z tohoto období básnické zralosti vyniká zejména rozsáhlá milostná báseň Il libro d'Isotta (doslova Kniha Isottina, méně otrocky Kniha o Isottě). V tomto období také d'Annunzio začíná psát romány a novely: Il piacere (1889, doslova Rozkoš, vydáno i česky), L'inocente (1891, česky Nevinný, česky vyšlo několikrát v překladech Václava Hanuse a Václava Jiřiny), Giovanni Episcopo (tj. Biskup Jan, 1892), Il trionfo della morte (1894, Triumf smrti, česky vydáno mnohokrát pod stejným titulem), Le vergini delle rocce (1896, česky Panny ze skal, vydáno i česky v překladu J. Rowalského), Il fuoco (1900, česky Oheň, pod tímto titulem také vydáno česky v překladu Josefa Snášela v roce 1905, v roce 1912 potom v překladu Arnošta Procházky jako Román marhaníku: Oheň; úryvek z románu už v prosinci 1899 přel. Karel Bačkovský pro Lumír).
Jeho básnické dílo z tohoto období kromě již zmiňované poemy Il libro d'Isotta reprezentují básně Il poema paradisaico (Rajská báseň, 1893), Odi navali (Námořní ódy, 1893) a Laudi (Chvalozpěvy, 1900).
Pozdní fáze d'Annunziovy tvorby je reprezentována převážně dramatickou tvorbou. K jeho nejdůležitějším hrám patří lyrická fantasie o jednom dějství Il sogno di un mattino di primavera (Sen jarního jitra, 1897) a tragédie Città Morta (Mrtvé město, 1898), napsaná pro Sarah Bernhardtovou. Kromě Mrtvého města napsal v roce 1898 ještě další dvě hry: Sogno di un pomeriggio d'autunno (Sen podzimního odpoledne) a La Gioconda (vyšlo a bylo hráno i v českém překladu, který ponechal titul originálu), v roce 1899 hru La gloria (volně přeloženo Věčná blaženost) a v roce 1901 perfekcionistickou historickou rekonstrukci Francesca da Rimini. Tyto hry byly tehdejší kritikou přijímány velmi pozitivně, stejně jako jeho velmi úspěšné romány.

### Osobní a politický život

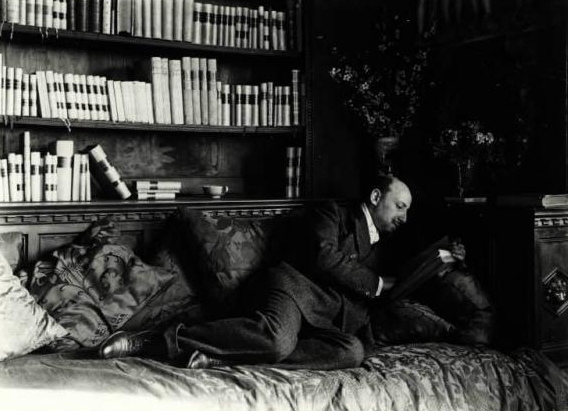
Mario Nunes Vais: Gabriele D'Annunzio

V roce 1883 si D'Annunzio vzal Maria Hardouin di Gallese, s níž měl tři syny, nicméně v roce 1891 jejich manželství skončilo. V roce 1894 navázal vztah se slavnou herečkou Eleonorou Duse, které od té doby také psal "na tělo" hlavní role ve svých hrách, nicméně tento bouřlivý vztah skončil v roce 1910.
V roce 1897 byl d'Annunzio na tříleté volební období zvolen poslancem (jakožto nezávislý), nicméně brzy se zadlužil a musel utéct do Francie, kde se seznámil s Debussym, s nímž také napsal (francouzsky) pro baletku Idu Rubinsteinovou hudební hru Le martyre de Saint Sébastien (Mučednická smrt svatého Šebestiána, 1911). Tato hra při svém předvádění nebyla příliš úspěšná, nicméně ve dvacátém století byla mnohokrát nahrána a v této podobě byla úspěšnější.

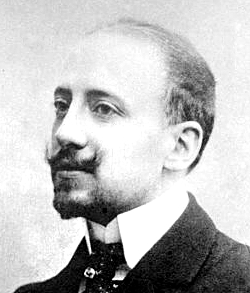
Gabriele d'Annunzio

Za první světové války měl mnoho veřejných projevů ve prospěch přidání se Itálie na stranu Dohody, později se nechal dobrovolně naverbovat k letectvu, kde dosáhl mnoha úspěchů a proslul svou odvahou. Při leteckém incidentu přišel o oko. Válka posílila jeho nacionalismus. Byl popuzen tím, že město Fiume (dnešní chorvatská Rijeka) připadlo na základě poválečných dohod Jugoslávii, a proto s dvěma tisíci nacionalistických dobrovolníků vytáhl na město, vyhnal „okupační“ síly, Itálie však s tímto „soukromým“ tažením nechtěla mít nic společného, a proto vyhlásila blokádu města. D'Annunzio zareagoval vyhlášením nezávislé republiky Fiume, jejíž ústava později byla vzorem ústavě fašistické Itálie. Sám se stal hlavou státu (byl autorem titulu „duce“, tj. „vůdce“, který později převzal Mussolini). Vyhlášení Rapallské smlouvy v roce 1920 Annunzio zpočátku ignoroval, později v jejím důsledku vyhlásil Itálii válku. Po bombardování města italským námořnictvem se ale vzdal.
Po incidentu ve Fiume se d'Annunzio stáhl do ústraní, žil poblíž Gardského jezera a trávil čas převážně psaním. Ačkoli fašistický režim nikdy přímo nepodpořil, Mussolini byl jeho politickými názory velmi ovlivněn a často ho navštěvoval, dokonce ho roku 1937 jmenoval prezidentem Italské královské akademie, roku 1924 byl jmenován knížetem Montenevoso. 28. dubna 1932 věnoval slavnému italskému automobilovému jezdci Nuvolarimu zlatou želvu jako symbol opaku Nuvolariho rychlosti; stala se Nuvolariho symbolem a talismanem.
Gabriele d'Annunzio zemřel na mrtvici ve svém domě u Gardského jezera 1. března 1938.

## Politický odkaz
Na d'Annunzia bývá často nahlíženo jako na původce italského fašismu. Jeho politické ideály se projevily, když přizval k psaní ústavy svého Fiume národního syndikalistu Alcesta de Ambris – de Ambris vytvořil politický a právní rámec nové ústavy, d'Annunzio sestylizoval výsledek. Ústava vytvořila korporativistický stát, v němž byli lidé rozděleni do devíti sektorů podle ekonomických tříd a desáté skupiny (d'Annunziem vytvořené), do níž byly soustředěny „vyšší“ lidské bytosti (hrdinové, básníci, proroci, „nadlidé“). Ústava také prohlásila hudbu jako jeden ze základních principů nového státu.
Spíše je možno říct, že Mussolini se při vytváření svého státu inspiroval d'Annunziem – mnoho prvků z Fiume převzal do svého stylu vládnutí: formu vlády, korporativismus, otázky řečníka k davu, emotivní nacionalistické státní rituály, navazování na římské tradice, černé košile jako uniformu svých následovníků, perzekuci disidentů apod.
D'Annunzio je také údajně autorem metody likvidace či zesměšnění svých oponentů podáním velké dávky ricinového oleje (silné projímadlo). Tato praktika byla často užívána Mussolinim. Byl zastáncem expanzionistické zahraniční politiky Itálie a obhájcem invaze do Etiopie.

## Dílo
D'Annunzio byl oceňován pro sílu, originalitu a dekadentnost svých děl. Přestože jeho dílo bylo ve své době celoevropsky úspěšné a ovlivnilo celé generace italských spisovatelů, jeho díla z přelomu století jsou v současné době málo známá a jeho pozdější díla jsou zatemněna fašistickými asociacemi. Nicméně ještě před fašistickou érou měl celou řadu odpůrců. New York Times v roce 1898 zveřejnil recenzi, v níž je anglický překlad jeho románu Vetřelec označován za „zlo“ a za „egoistický a zkažený“. V roce 1901 byla v Teatro Constanzi v Římě stažena z repertoáru jeho hra Francesca di Rimini z důvodů své nemravnosti. S výjimkou veršovaného dramatu La Figlia di Jorio (Joriova dcera) z roku 1904 se však jeho dramatická tvorba nedočkala většího ohlasu.
Kromě románů a básní napsal také scénář k němému filmu Cabiria z roku 1914, založenému na příběhu z dob druhé punské války.
D'Annunziova literární tvorba je silně ovlivněna francouzskou školou symbolistů, obsahuje ale mimořádně brutální násilnické scény a popisy neobvyklých duševních stavů, roztroušené v jinak nádherně zobrazených scénách. Jeho povídky jsou silně ovlivněny Maupassantem. Jeho romány představují krajní dekadenci, odpor k verismu, jsou někdy až nechutně erotické, jeho básně jsou ale z hlediska jazykového i formálního velmi dokonalé a barvité.
V současné době jsou stále velmi populární jeho drobnější básnická díla, zejména jeho krátká báseň La pioggia nel pineto (Déšť v borovém lese), dodnes mezi Italy velmi známá a ukazující jak jeho jazykové mistrovství, tak vysokou citovost jeho poezie.
Pokud jde o překlady d'Annunziova díla do češtiny, na přelomu století se vyskytly překlady většiny jeho románů (viz výše), překlady jeho poezie najdeme zejména v ukázkách od Jaroslava Vrchlického (antologie italské poezie z let 1886 a 1894), případně Marie Kalašové – v 90. letech např. v Moderní revui.
Postava d'Annunzia se objevuje v několika básních v próze českého básníka Ivana Wernische.